# Friedrich Kreyßig

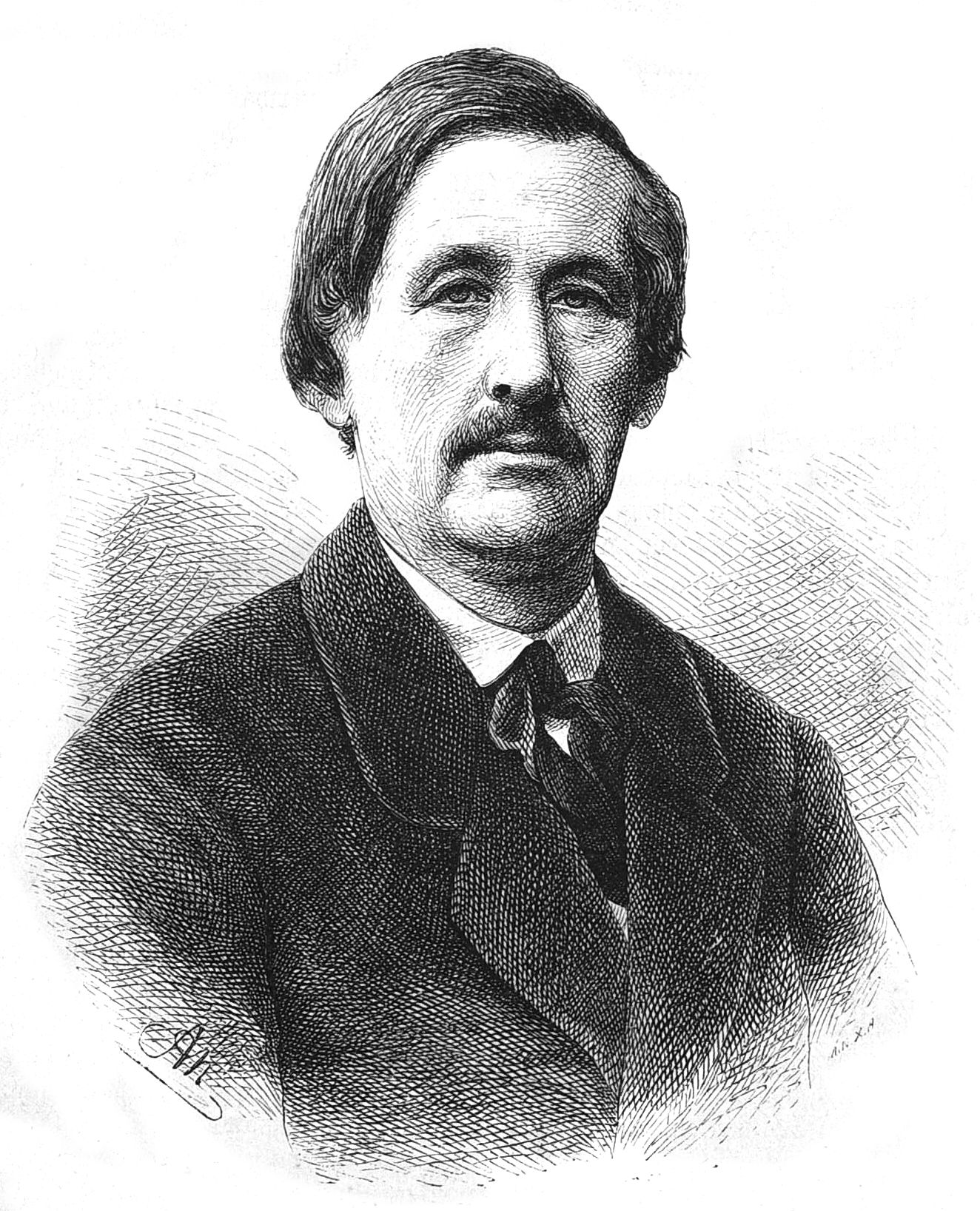
Friedrich Kreyßig, Holzschnitt von Adolf Neumann, aus der Gartenlaube von 1880

Friedrich Alexander Theodor Kreyßig (* 5. Oktober 1818 in Gottesgabe bei Mohrungen; † 20. Dezember 1879 in Frankfurt am Main) war ein deutscher Pädagoge, Schuldirektor und Publizist.

## Leben
Kreyßig war Sohn eines ostpreußischen Gutsverwalters. Weil die finanziellen Möglichkeiten der Familie es nicht erlaubten, sollte er zunächst keine höhere Bildung erhalten. Stattdessen wurde er 1837 Volksschullehrer. Diese Stellung gab er aber nach wenigen Monaten wieder auf, um sich privat auf die Abitur-Prüfung vorzubereiten. Bereits ein Jahr später konnte er als externer Bewerber in Ostpreußens Hauptstadt Königsberg die gymnasiale Reifeprüfung ablegen. Anschließend studierte er von 1838 bis 1842 an der Albertus-Universität Königsberg Philologie und Geschichte. Während seines Studiums wurde er 1838 Mitglied der Hochhemia.

## Schuldienst
Im Sommer 1843 bestand Kreyßig die Prüfung für das Höhere Lehramt und erhielt anschließend eine Stelle an der Stadtschule zu Wehlau. Von dort wurde er nach zwei Jahren als erster Oberlehrer an die höhere Bürgerschule zu Elbing berufen, deren Direktor er ab 1858 war. Im Jahr 1869 wurde Kreyßig innerhalb der preußischen Monarchie in die neue Provinz Hessen-Nassau versetzt. Dort war er als Direktor für die Neugründung und Organisation einer Realschule (I. Ordnung) in Kassel zuständig. Zwei Jahre später übertrug ihm die polytechnische Gesellschaft in Frankfurt am Main die Leitung der Wöhlerschule.
In einer Zeit, da die höheren Schulen in Deutschland noch stark vom humanistischen Bildungsideal geprägt waren, setzte sich Kreyßig nachdrücklich für das neue Realschulwesen ein: Neben den Alten Sprachen sollten auch neuere Philologien in den Bildungsanstalten zu ihrem Recht kommen. Damit hat Kreyßig der Romanistik und Anglistik den Weg in die Schulen gebahnt.

## Publizistik

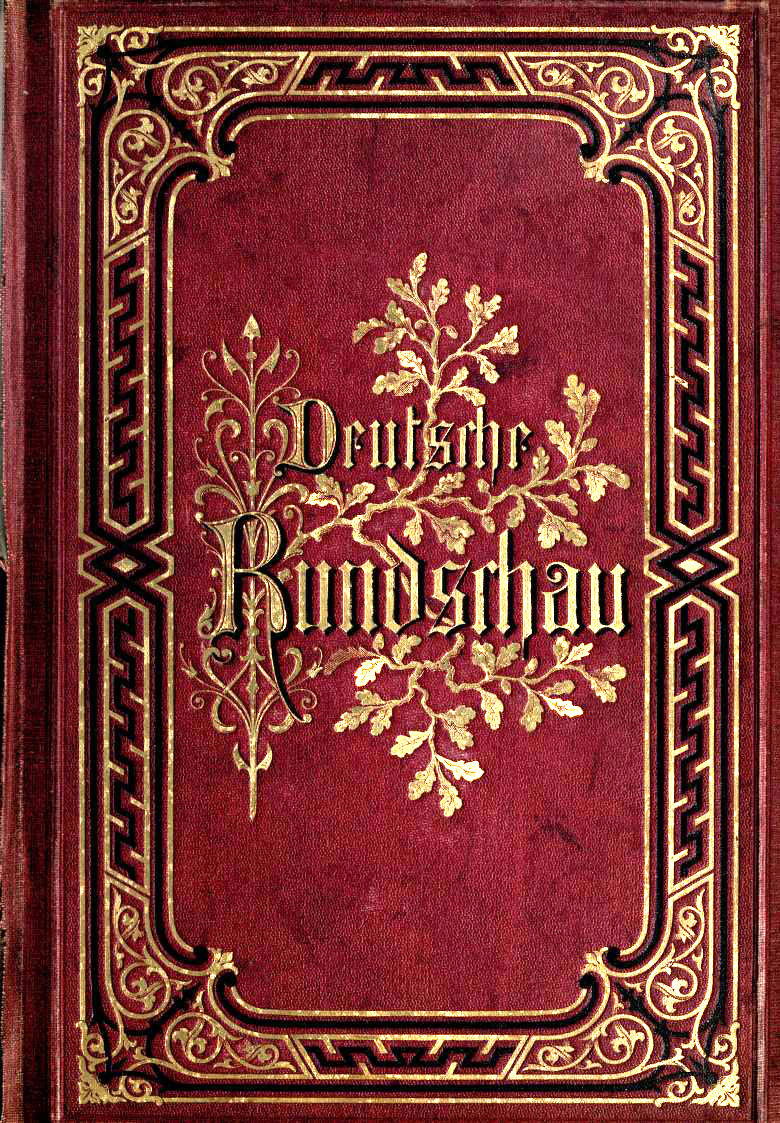
Deutsche Rundschau, Erstausgabe, 1874

Bekannt wurde Kreyßig in Deutschland vor allem als Publizist und Redner. An der Gründung der literarischen Zeitschrift Deutsche Rundschau war er als regelmäßiger Mitarbeiter und Ratgeber von Anfang an beteiligt. Daneben schrieb er auch Essays und Rezensionen für die Preußischen Jahrbücher und weitere Periodika der Zeit.
Er wurde darüber hinaus durch seine literaturhistorischen Schriften bekannt, in denen er sich vor allem mit Aspekten der französischen und deutschen Literatur- und Geistesgeschichte beschäftigte.
Viele dieser Schriften hat Kreyßig zu Vorträgen ausgearbeitet, welche er in großer Zahl in verschiedenen deutschen Städten gehalten hat.

## Politik
Kreyßig gehörte seit 1866 der nationalliberalen Partei an. In den politischen Schriften Friedensgedanken und Worauf es jetzt ankommt mahnte er während der Einigungskriege die liberalen Parteien zur Verständigung mit dem preußischen Ministerpräsidenten Otto von Bismarck, an dessen nationale Absichten er schon 1864 glaubte und für die er seitdem nachdrücklich eingetreten ist.

## Werke
- Geschichte der französischen Nationallitteratur von ihren Anfängen bis auf die neueste Zeit. Samter, Königsberg 1851.
- Justus Möser. Nicolai, Berlin 1857.
- Vorlesungen über Shakspeare, seine Zeit und seine Werke. 3 Bände, Nicolai, 1858–1862.
- Ueber die sittliche und volksthümliche Berechtigung des Shakespeare-Cultus. (Festrede) Elbing 1864.
- Studien zur französischen Cultur und Literaturgeschichte. Nicolai, Berlin 1865.
- Vorlesungen über Goethes Faust. Nicolai, Berlin 1866.
- Die Dichter der Befreiungskriege, A. H. Payne, Leipzig 1870.
- Ueber Realismus und Realschulwesen. Lüderitz, Berlin 1871.
- Vorlesungen über den Deutschen Roman der Gegenwart, Literatur- und culturhistorische Studien. Nicolai, Berlin 1871.
- Unsere Nordostmark: Erinnerungen und Betrachtungen bei Gelegenheit der hundertjährigen Jubelfeier der Wiedervereinigung Westpreußens mit Deutschland. Danzig 1872 (archive.org) (Digitalisat, Google Books).
- Ueber die französische Geistesbewegung im neunzehnten Jahrhundert, drei Vorträge. Nicolai, Berlin 1873 (archive.org).
- Literarische Studien und Charakteristiken. Berlin 1882 (nachgelassenes Werk mit Einleitung von Julius Rodenberg; archive.org).